# North East Derbyshire
North East Derbyshire – dystrykt w hrabstwie Derbyshire w Anglii.

## Miasta
- Clay Cross
- Dronfield
- Eckington
- Killamarsh

## Inne miejscowości
Alicehead, Alton, Apperknowle, Arkwright Town, Ashover, Barlow, Brackenfield, Calow, Coal Aston, Cowley, Dronfield Woodhouse, Duckmanton, Egstow, Grassmoor, Heath, Higham, Holmesfield, Holmewood, Holmgate, Holymoorside, Littlemoor, Long Duckmanton, Milltown, Morton, North Wingfield, Old Tupton, Pilsley, Quoit Green, Renishaw, Shirland, Spinkhill, Stonebroom, Stretton, Sutton Scarsdale, Temple Normanton, Tupton, Unstone, Unthank, Wadshelf, Wessington, Wingerworth.